# 아호 (이름)
아호(雅號)는 별호 가운데 하나로서, 우아하게 부르는 호칭이다. 성호(星湖)나 다산(茶山) 등의 아호는 지역 이름에서 딴 것이고, 의암(義庵) 또는 경재(敬齋)등의 아호는 덕목에서 딴 것이다.